# ريناتو ناتالي
ريناتو ناتالي (بالإيطالية: Renato Natali)‏ هو رسام إيطالي، ولد في 10 مايو 1883 في ليفورنو في إيطاليا، وتوفي بنفس المكان في 1979.